# Doing All Right
«Doing All Right» (в переводе с англ. Делать всё правильно, также в некоторых трек-листах и рецензиях обозначалась как «Doing Alright» или «Doin' Alright») — песня британской рок-группы Queen, включённая в её дебютный одноимённый альбом, вышедший в 1973 году.

## Создание и запись
Песня была сочинена Брайаном Мэем и Тимом Стаффелом, участниками Smile, группы-предшественницы Queen. Первый раз песня была записана в июне 1969 в Trident Studios, это единственная композиция Smile, записанная в стерео. Данная запись была включена в альбомы Gettin' Smile и Ghost of a Smile.
После ухода из Smile Тима Стаффела, прихода в группу Фредди Меркьюри и Джона Дикона и переименования коллектива в Queen «Doing All Right» была перезаписана в 1972 году. Также живая версия этой песни была исполнена во время сессии группы для BBC на Langham One Studio. Она была включена в такие релизы группы, как At the Beeb и On Air, а также на стороне Б песни «Let Me Live».
Песня была перезаписана в 2018 году для саундтрека к фильму «Богемская рапсодия» исходным составом группы Smile.

## О песне
| Рейтинги              | Рейтинги |
| Издание               | Оценка |
| --------------------- | --- |
| Eye of the Tiger News | 8 из 10 звёзд · 8 из 10 звёзд · 8 из 10 звёзд · 8 из 10 звёзд · 8 из 10 звёзд · 8 из 10 звёзд · 8 из 10 звёзд · 8 из 10 звёзд · 8 из 10 звёзд · 8 из 10 звёзд |
| Matters Furniss       | 2 из 5 звёзд · 2 из 5 звёзд · 2 из 5 звёзд · 2 из 5 звёзд · 2 из 5 звёзд                                                                                      |

В песне дважды чередуются стилистически различные фрагменты, исполненные в жанре рок-баллады и хеви-метала. Это одна из немногих песен Queen, где гитарист Брайан Мэй также играет на фортепиано. Портал WhatCulture поставил данную песню на десятую строчку в рейтинге 10 самых недооценённых песен Queen.
Тим Стаффел как соавтор песни, вышедшей на дебютном альбоме Queen, также получал авторские отчисления от продаж Queen, что периодически помогало ему справляться с финансовыми трудностями.

## Участники записи
| Smile - Тим Стаффел — вокал, бэк-вокал, бас-гитара - Брайан Мэй — вокал, бэк-вокал, гитара, фортепиано - Роджер Тейлор — вокал, бэк-вокал, ударные | Queen - Фредди Меркьюри — вокал - Джон Дикон — бас-гитара - Брайан Мэй — бэк-вокал, гитара, фортепиано - Роджер Тейлор — бэк-вокал, ударные |